# Plectrocnemia alicatai
Plectrocnemia alicatai är en nattsländeart som beskrevs av De Pietro 1998. Plectrocnemia alicatai ingår i släktet Plectrocnemia och familjen fångstnätnattsländor. Inga underarter finns listade i Catalogue of Life.